# Walter Rasimowitz
Walter Rasimowitz (* 26. Oktober 1940 in Sokaiten/Ostpreußen) ist ein Generalleutnant außer Dienst der Luftwaffe der Bundeswehr.

## Leben
Rasimowitz trat am 1. Oktober 1959 in die Bundeswehr ein. Nach der Offizierausbildung hatte er Verwendungen im Luftwaffenausbildungsregiment 3 als Zugführer, Personaloffizier, Kompaniechef und Leiter Einheitsführer-Praktikum. Von 1969 bis 1973 war er Personaloffizier bei der Stammdienststelle der Luftwaffe in Köln und von 1973 bis 1977 Referent im Referat P II 2 im Bundesministerium der Verteidigung auf der Hardthöhe in Bonn. Von 1977 bis 1979 war er Bataillonskommandeur des Luftwaffenausbildungsregiments 2, bevor er von 1980 bis 1985 erneut im Referat P II 2 eingesetzt wurde.
Ab 1985 war Rasimowitz als Oberst Büroleiter und persönlicher Referent von Karl-Heinz Carl, beamteter Staatssekretär im Bundesministerium der Verteidigung (BMVg) in Bonn und später persönlicher Referent von Staatssekretär Peter Wichert. Ab dem 1. Oktober 1991 war Rasimowitz Amtschef des Personalstammamtes der Bundeswehr im Dienstgrad Brigadegeneral und nach dessen Umwandlung in das Personalamt der Bundeswehr zum 1. Juli 1997 dessen Amtschef im Dienstgrad Generalmajor. Danach war er ab Februar 1999 zunächst Stellvertreter des Abteilungsleiters PSZ (Personal-, Sozial- und Zentralangelegenheiten) im BMVg und in seiner letzten Verwendung ab dem 26. April 2000  Abteilungsleiter PSZ im BMVg, wo er zum Generalleutnant ernannt wurde. Zum 30. September 2002 wurde er in den Ruhestand versetzt.

## Privates
Rasimowitz hat zwei Söhne, ist verheiratet und evangelischen Glaubens.